# Fouad Bouguerra
Pour les articles homonymes, voir Bouguerra.
Fouad Bouguerra, né le 7 mai 1981 à Montélimar, est un footballeur international algérien. Il possède aussi la nationalité française.

## Biographie
Après son passage par le FC Nantes, cet attaquant (1,83 m pour 77 kg) est passé par le Club africain, en première ligue du championnat Tunisien, l'USM Annaba, D1 algérienne ainsi que la JSM Béjaia, D1 algérienne. Fouad Bouguerra joue depuis 2010 au Győri ETO FC en D1 hongroise. en 2011, il est prêté pour le Club sportif constantinois.
Son premier match en Ligue 1 (France) : RC Lens - FC Nantes (2-0) le 21 février 2005. 
International algérien, il a notamment joué contre le grand Brésil de Ronaldinho.
Il compte 2 sélections en équipe nationale depuis 2013.

## Carrière
- 2003-2004 : FC Nantes,  France (19 matchs et 15 buts en CFA).
- 2004-janvier 2005 : FC Nantes,  France (11 matchs et 7 buts en CFA).
- janvier 2005-2005 : FC Nantes,  France (5 matchs en Ligue 1).
- 2005-2006 : FC Nantes,  France (2 matchs de coupe de la Ligue).
- 2006-2007 : Club africain,  Tunisie.
- novembre 2007-2008 : USM Annaba,  Algérie (12 matchs et 5 buts).
- 2008-2009 : USM Annaba,  Algérie (17 matchs et 9 buts).
- 2009-décembre 2009 : JSM Béjaïa,  Algérie.
- janvier 2010-2010 : Nyíregyháza Spartacus FC,  Hongrie.
- 2010-2011 : Győri ETO FC,  Hongrie.
- 2011-2012 : CS Constantine,  Algérie.
- 2013-2014 : MC Oran,  Algérie[1],[2]